# Національний парк Омо
Національний парк Омо — національний парк в Ефіопії, заснований у 1980 році. Розташований у регіоні південних націй, національностей і народів на західному березі річки Омо, приблизно за 870 кілометрів на південний захід від Аддіс-Абеби; на іншому березі річки Омо знаходяться національний парк Маго та заповідник дикої природи Тама. Парк охоплює приблизно 4068 км2. Хоча в парку Омо, нещодавно була побудована злітно-посадкова смуга біля штаб-квартири парку на річці Муй, до цього парку нелегко дістатися; путівник Lonely Planet по Ефіопії та Еритреї описує національний парк Омо як «найвіддаленіший парк Ефіопії». 

## Географія
Національний парк Омо розташований на західному березі річки Омо в нижній частині долини Омо. Довжина парку становить 140 км, ширина — 60 км. Основні географічні об’єкти включають річку Омо на сході, гори Маджі, рівнини Шарум і Сай на півночі та заході, а також рівнини Іллібай і пагорби Дірга на півдні. Є три гарячих джерела, а парк перетинають кілька річок, усі вони впадають в Омо. Більша частина парку знаходиться на висоті 800 метрів, але південна частина біля річки Нерузе опускається до 450 метрів. Найвища вершина гір Маджі, розташована на території парку, становить 1541 м над рівнем моря. 

## Флора
Рослинність національного парку Омо — це переважно відкрита савана, чагарники та прирічкові ліси, які лежать біля західних берегів річки Омо.

## Тваринний світ
Парк пропонує чудові можливості для спостереження за дикою природою. Тут зафіксовано 73 види ссавців і 312 видів птахів.

### Ссавці
Національний парк Омо є домом для великих стад буйволів, зебр, канн, бейза-ориксів, тіангів, левелівських гну, дік-діків, бушбаків, редунк і газелей Гранта. Зрідка також можна зустріти слонів, левів, леопардів, гепардів, кущових свиней, африканських диких собак, жирафів, орібі, кліпспрингерів, великих куду, гієн, чорних носорогів, бегемотів і бородавочників.  У лісистих районах також живуть такі примати, як мантоподібні гвереції, оливкові павіани та мавпи Де Бразза.

### Орнітофауна
Серед птахів найпомітніші у парку страуси, орли, білі чаплі, рибалочки, птахи-секретарі, дятли, папуги, сорокопуди, ткачі. 

### Рептилії
Національний парк Омо також є домом для нільських крокодилів, чорних мамб, африканських шпороносних черепах, чорношиїх плюючих кобр та скельних пітонів, які тут поширені.

## Геологія
Нижня течія річки Омо була оголошена ЮНЕСКО об’єктом Всесвітньої спадщини в 1980 році після відкриття (у формації Омо-Кібіш ) найдавніших відомих фрагментів скам’янілостей Homo sapiens, вік яких, було оцінено приблизно у 195 000 років.

## Охорона

### Розміщення відвідувачів
На території парку практично відсутня туристична інфраструктура необхідна для мандрівників. У 1999 році повідомлялося, що жодне туристичне агентство в Ефіопії чи за її межами не організовує екскурсії в парк.  Інформаційний центр Walta 3 жовтня 2006 року оголосив, що 1 мільйон доларів США було виділено на будівництво «доріг і рекреаційних центрів, а також різних комунікаційних засобів» з наміром залучити більше відвідувачів. Це стало першим кроком в розвитку туризму в регіоні. Сьогодні кілька туристичних компаній організовують сафарі у національному парку, однак парк все ще не є популярним серед туристів. 

### Питання управління парком
Місцеві племена Мурсі, Сурі, Ньянгатом, Дізі та Меен, як повідомляється, знаходяться під загрозою переміщення та/або позбавлення доступу до своїх традиційних пасовищ і сільськогосподарських угідь. 